# Homer Lea

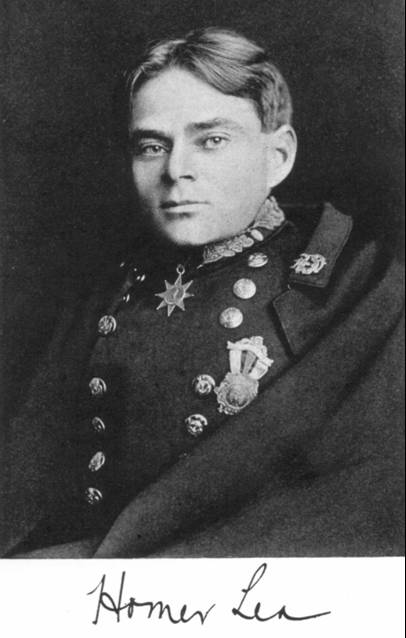
Foto de Homer Lea

Homer Lea (17 de novembro de 1876 - 1 de novembro de 1912) foi um aventureiro, autor e estrategista geopolítico americano. É mais conhecido por seu envolvimento com os movimentos reformistas chineses no início do século XX e como conselheiro do Dr. Sun Yat-sen durante a revolução republicana chinesa de 1911 que derrubou a Dinastia Qing e por seus escritos sobre a China, Alemanha, Inglaterra, Japão, Pacífico e sobre geopolítica. Homer Lea não teve filhos, nem suas duas irmãs. Seu parente mais próximo e primo era Malcolm Lea e filho de Malcolm, Ralph Lea. Malcolm Lea visitou Homer Lea em Los Angeles, onde Homer orgulhosamente lhe deu cópias autografadas de suas obras. Malcolm e Ralph Lea retornaram a Los Angeles para visitar as irmãs de Homer, Ermal e Hersa, durante a década de 1930 e para reuniões da família Lea. 

## Notoriedade
Homer Lea se destacou por suas notáveis contribuições como escritor, estrategista militar e pensador geopolítico. Sua notoriedade se baseia em sua habilidade de análise e previsão de eventos internacionais, particularmente relacionados à China e às potências mundiais no início do século XX. Lea demonstrou uma compreensão aguçada das relações internacionais e das dinâmicas geopolíticas. Ele antecipou a ascensão do Japão como uma potência militar e previu a rivalidade entre os Estados Unidos e o Japão, bem como um possível conflito entre os dois países.  Lea fez previsões precisas sobre eventos militares futuros. Em seu livro "The Valor of Ignorance", ele previu com exatidão a captura de Manila pelos japoneses após o desembarque no Golfo de Lingayen, assim como a queda da cidade em três semanas. Lea desenvolveu uma compreensão profunda da China e suas dinâmicas internas. Ele previu a Revolução Xinhai em 1911, que resultou na derrubada da Dinastia Qing e no estabelecimento da República da China. 
ea enfatizou a importância das relações entre os países de língua inglesa, como os Estados Unidos, o Reino Unido, o Canadá e a Austrália, na competição global contra outras potências, como Alemanha, Rússia e Japão. Seus livros, como "The Valor of Ignorance" e "The Day of the Saxon", ganharam reconhecimento por suas análises perspicazes e previsões precisas. Suas obras influenciaram estrategistas militares e formuladores de políticas em vários países. 

## Anos iniciais
Homer Lea nasceu em Denver, Colorado, filho de Alfred E. (1845–1909) e Hersa A. (1846–1879; nascida Coberly) Lea. Ele tinha duas irmãs mais novas, Ermal e Hersa. Alfred, natural do Tennessee, tinha um negócio imobiliário, abstrato e de corretagem bem-sucedido em Boulder, Colorado. A mãe de Homer, Hersa, era viúva do abolicionista e soldado assassinado Capitão Silas Soule (1838-1865). Após a morte inesperada de Hersa, a esposa de Alfred, em 1879, ele se casou com Emma R. Wilson em 1890 e mudou-se com a família para Los Angeles, Califórnia, em 1893-94, após visitar a família Lea no Novo México. 
Lea veio de uma família pioneira. Pleasant John Graves Lea (1807-1862) ajudou a estabelecer a cidade de Cleveland, Tennessee, em 1837, antes de se mudar com sua família para o condado de Jackson, Missouri, no final da década de 1840 em busca de novas oportunidades. Ele é o homônimo de Lee's Summit, Missouri. A cidade recebeu seu nome em 1868, quando a Missouri Pacific Railroad estabeleceu uma estação perto de sua propriedade, que era o ponto mais alto de sua linha entre St. Louis e Omaha, mas escreveram seu nome incorretamente. Em 1884, Alfred Lea esteve envolvido no estabelecimento de Steamboat Springs, Colorado, e no ano seguinte ajudou seu irmão Joseph a estabelecer a cidade de Roswell, Novo México, pesquisando e desenhando o primeiro layout da cidade. Em 1917, Joseph C. Lea (1841-1905), irmão de Alfred, tornou-se homônimo do condado de Lea. 
Lea nasceu aparentemente saudável, mas após uma queda quando bebê, ele desenvolveu uma corcunda, chegando a ter um metro e meio de altura e pesando aproximadamente 45 quilos. Seus antepassados incluíam líderes militares com deformidades nas costas, como Conan, o Torto, duque da Bretanha, e um duque de Lancaster conhecido por ter escoliose. Aos 12 anos, ele foi enviado ao Instituto Cirúrgico Nacional de Indianápolis, Indiana, onde recebeu tratamento médico que ajudou a melhorar sua estatura. Sua saúde piorou ainda mais devido a uma doença renal degenerativa conhecida como doença de Bright, e ele sofria de dores de cabeça crônicas e problemas de visão, possivelmente decorrentes das dores constantes e de uma condição diabética. 
Lea frequentou a Boulder Central School (1886–1887), a East Denver High School (1892–1893), a academia preparatória para a universidade da Universidade do Pacífico em San Jose, Califórnia (1893–1894) e a Los Angeles High School (1894–1896). Ele foi aceito em West Point, na esperança de seguir a carreira militar, mas foi rejeitado quando a escola soube de sua estatura. Ele planejava estudar na Universidade de Harvard e se tornar advogado, mas problemas financeiros mudaram seus planos. Ele frequentou o Occidental College no centro de Los Angeles (1897-1898) para o primeiro ano e a Universidade de Stanford (1898–1899) para o segundo e terceiro anos, antes de abandonar a escola por motivos de saúde. 
Lea era um ávido leitor, um debatedor carismático, um esgrimista dedicado e um habilidoso homem ao ar livre que se recusava a ser limitado por suas deficiências. Enquanto estava em Stanford, ele se tornou um esgrimista competente e também era conhecido por suas habilidades no xadrez e no pôquer. Ele tinha grande interesse em história militar e admirava particularmente Napoleão, em parte porque acreditava que a pequena estatura do imperador (agora sabemos que isso é um mito) era um exemplo de grandeza que não era afetada pelo tamanho físico. Ele se destacava como debatedor e desenvolveu habilidades eficazes para influenciar outras pessoas. Tornou-se presidente da sociedade de debates da Los Angeles High School e mais tarde presidente do capítulo local da Lyceum League, uma sociedade de debates nacional. Ele amava aventuras e atividades ao ar livre, frequentemente realizando acampamentos desafiadores onde carregava sempre o seu próprio peso. Quando a Guerra Hispano-Americana começou em abril de 1898, ele se juntou a uma tropa de cavalaria de defesa interna patrocinada por empresários locais de Palo Alto. A tropa treinou por cerca de seis semanas antes do fim do semestre e da universidade, que foi encerrada para as férias de verão. 

## China
Lea aprendeu chinês com o cozinheiro da família no Colorado e desenvolveu um interesse crescente pela China após a mudança de sua família para Los Angeles. Ele teve sonhos em que se via como um famoso monge marcial. Acreditava estar reencarnado como um notável monge guerreiro ou marcial, o que compartilhou com seus novos aliados chineses. Consciente da rica tradição de sociedades secretas na China, uniu-se às sociedades secretas chinesas situadas nas Chinatowns de Los Angeles e posteriormente em São Francisco. Através dessa conexão e adesão, aprofundou ainda mais suas habilidades culturais e linguísticas chinesas. Sua crença no futuro da China e em seu próprio papel nesse país o levou a visitar frequentemente Chinatown, onde também fez amizade com o reverendo Ng Poon Chew, um missionário presbiteriano chinês local e amigo de seus pais. Conhecendo outros chineses através de Ng Poon Chew, aprimorou seu aprendizado do cantonês. 
Em 1899, durante sua recuperação de um ataque de varíola, Lea soube da recém-organizada sociedade chinesa chamada Bao Huang Hui (Sociedade de Proteção ao Imperador; também conhecida como Associação de Reforma do Império Chinês). Essa sociedade foi estabelecida por Kang Youwei, um ex-conselheiro do imperador chinês, com o objetivo de restaurar o imperador Guangxu ao trono. O imperador havia sido deposto em 1898 pela imperatriz viúva Cixi por tentar implementar reformas ocidentais. 
Lea viu uma oportunidade de aventura na China ao se unir ao Bao Huang Hui, em vez de retornar a Stanford. Convenceu os líderes locais do Bao Huang Hui de que era um especialista militar capaz de contribuir significativamente para a causa, alegando falsamente que era parente do general do exército confederado Robert E. Lee. Suas habilidades de educação em Stanford também impressionaram as autoridades chinesas. O Bao Huang Hui o acolheu, prometendo-lhe um posto de general em sua próxima campanha militar para restaurar o imperador ao poder. Ele viajou para a China em 1900, durante a Revolta dos Boxers, com a esperança de desempenhar um papel importante na campanha militar. Lea se tornou tenente-general nas forças militares improvisadas do Bao Huang Hui, porém, sua missão envolvia treinar voluntários rurais longe das operações militares ativas. Após a derrota das principais forças do Bao Huang Hui pelo exército imperial, suas aventuras militares na China chegaram ao fim. 
De volta a Santa Monica, Califórnia, em 1901, Lea continuou trabalhando com o Bao Huang Hui. Tornou-se arquiteto de um plano para treinar um corpo militar do Bao Huang Hui nos Estados Unidos, com o objetivo de retornar à China e apoiar a restauração do imperador ao poder. Em 1904, obteve financiamento e estabeleceu uma rede de escolas militares em todo o país para treinar secretamente soldados. Esses soldados usavam uniformes similares aos do Exército dos EUA, com um dragão substituindo a águia nacional em botões e chapéus. Lea recrutou veteranos do Exército dos EUA como instrutores de treinamento e mais de 2.000 chineses, a maioria nascidos nos EUA, foram treinados por ele e pelo capitão Ansel O'Banion. Embora o esquema de treinamento tenha recebido atenção da imprensa, também resultou em várias investigações indesejadas por autoridades federais, estaduais e locais, levando Kang Youwei a se afastar de Lea e seu plano de treinamento. 
Depois de romper com o Bao Huang Hui, Lea direcionou novamente suas ambições para a China. Em 1908, tentou sem sucesso se tornar representante comercial dos EUA na China para o governo Roosevelt, e em 1909, também sem sucesso, tentou se tornar Ministro dos EUA na China para a administração Taft. No mesmo ano, planejou um empreendimento militar ousado na China, chamado "Plano Dragão Vermelho", que visava organizar uma conspiração revolucionária para tomar o controle das províncias do sul de Guangdong. Lea conspirou com empresários americanos e Yung Wing, um ex-diplomata chinês. Através de Yung Wing, planejou uma frente unida de várias facções e sociedades secretas do sul da China para formar um exército revolucionário, com ele como comandante. No entanto, esse plano não obteve o apoio financeiro necessário e foi dissolvido após um fracassado levante revolucionário liderado por seguidores de Sun Yat-sen em março de 1911. 
Lea permaneceu leal a Sun Yat-sen, que veio à América em busca de fundos. Lea e o grupo de conspiradores do Dragão Vermelho se uniram ao movimento de Sun Yat-sen para derrubar a Dinastia Qing. Enquanto Sun Yat-sen navegava para a China, a influência de Lea sobre ele crescia. No entanto, após várias reviravoltas, incluindo restrições legais dos EUA e desconfiança por parte dos líderes revolucionários chineses, a influência de Lea começou a diminuir.  Chegando a Xangai em 1911, Lea recebeu notícias do Departamento de Estado dos EUA de que não poderia ser chefe do Estado-Maior do exército republicano chinês. Ao mesmo tempo, os líderes chineses desconfiavam dele. Sua influência foi marginalizada e ele enfrentou dificuldades em suas tentativas de desempenhar um papel significativo nos eventos da China. 

## Obra
Homer Lea é conhecido por três obras principais: "The Vermilion Pencil" (1908), "The Valor of Ignorance" (1909) e "The Day of the Saxon" (1912). Seu primeiro livro, "The Vermilion Pencil", um romance, foi recebido com elogios pela crítica. O romance pintou um retrato vívido da vida rural chinesa, com um enredo envolvente centrado no relacionamento e romance entre um missionário francês e a jovem esposa de um vice-rei chinês. Inicialmente, Lea intitulou o livro de "The Ling Chee", referindo-se a um método chinês de execução por desmembramento. No entanto, sua editora, McClure's, insistiu em mudar o título. Lea colaborou com Oliver Morosco, dono do Burbank Theatre em Los Angeles, para criar uma versão dramatizada de "The Ling Chee" no outono de 1907, mas o projeto não deu certo. Lea posteriormente transformou seu romance em uma peça chamada "The Crimson Spider". Em 1922, o japonês Sessue Hayakawa, importante astro e produtor de Hollywood, adaptou "The Vermilion Pencil" para o cinema. 
O segundo livro de Lea, "The Valor of Ignorance", examinou a defesa americana e em parte fez uma profecia sobre uma guerra entre os Estados Unidos e o Japão. Essa obra gerou controvérsias e imediatamente elevou sua reputação como um influente analista geopolítico. Dois generais aposentados do Exército dos EUA, incluindo o ex-chefe do Estado-Maior do Exército, Adna Chaffee, escreveram introduções entusiasmadas para o livro, que também incluía uma fotografia impressionante de Lea em seu uniforme de tenente-general. O livro apresentava mapas de uma possível invasão japonesa da Califórnia e das Filipinas, sendo bastante popular entre os oficiais militares americanos, especialmente aqueles destacados nas Filipinas na geração seguinte. O general Douglas MacArthur e sua equipe, por exemplo, estudaram cuidadosamente o livro enquanto planejavam a defesa das Filipinas. Os militares japoneses também prestaram atenção ao livro, que foi traduzido para o japonês. Lea previu com precisão que os japoneses capturariam Manila após um desembarque no Golfo de Lingayen e que a cidade cairia em três semanas. O livro vendeu mais de 84.000 cópias nos primeiros três meses após a publicação, e Lea doou os royalties para Sun Yat-sen. A descrição no livro de uma quinta coluna local foi atribuída por Carey McWilliams ao crescimento do sentimento antijaponês nos Estados Unidos, eventualmente levando ao internamento de nipo-americanos. 
O último trabalho de Lea, "The Day of the Saxon", reiterou a profecia de guerra entre os Estados Unidos e o Japão. Foi escrito em parte a pedido do marechal de campo britânico Lord Roberts, que solicitou a Lea uma avaliação semelhante para o Império Britânico. "The Day of the Saxon" afirmava que o Japão precisaria controlar o Pacífico antes de expandir sua soberania para o continente asiático. De acordo com o livro, as fronteiras marítimas japonesas deveriam estender-se a leste das ilhas havaianas e ao sul das Filipinas. O livro criticava a "indiferença" dos Estados Unidos, a política partidária e a falta de militarismo, fatores que aumentavam as chances de vitória do Japão. 
A obra também examinou a defesa do Império Britânico e previu a sua dissolução. "The Day of the Saxon" causou controvérsias e recebeu muita atenção crítica na Europa. Lea acreditava que a raça anglo-saxônica enfrentava uma ameaça do expansionismo alemão, russo e japonês. Ele viu as lutas americanas e britânicas por competição e sobrevivência global como parte de uma competição darwinista social entre as raças. Lea também enfatizava a importância da China como aliada dos anglo-saxões na contenção de outros concorrentes regionais e globais. Ele planejava um terceiro volume para completar uma trilogia com "The Valor of Ignorance" e "The Day of the Saxon", onde pretendia discutir a disseminação da democracia entre as nações, mas ele faleceu antes de começar a escrever o volume. 

## Final da vida
Em maio de 1912, Lea retornou à Califórnia com o objetivo de restabelecer sua saúde. Mantinha a esperança de se reunir com Sun Yat-sen, porém, um segundo derrame ocorrido no final de outubro desse mesmo ano teve consequências fatais. No dia 1º de novembro de 1912, Lea faleceu em sua residência em Ocean Park, Santa Mônica. Seu último desejo era ser sepultado na China, contudo, suas cinzas cremadas permaneceram com sua família até que providenciassem a transferência para a República da China. Em 1969, as cinzas de Lea e as de sua esposa, Ethel (nascida Bryant), foram sepultadas no Cemitério Público nº 1 de Yangmingshan, em Taipei. A responsabilidade pela jornada das cinzas até lá foi confiada ao filho de Ethel. O presidente Chiang Kai-shek, cunhado de Sun Yat-sen, pessoalmente se interessou pelos preparativos. Ele acreditava que o sepultamento das cinzas de Lea em Taiwan deveria ser apenas provisório, até que fossem eventualmente transferidas para Nanquim e colocadas no mausoléu de Sun Yat-sen, quando Taiwan e o continente chinês fossem reunificados. 
Até o presente momento, apesar da disponibilidade de estudos acadêmicos sobre sua vida e carreira, ainda existe uma mistura complexa de fatos e possíveis exageros envolvendo Lea. Um exemplo disso é a introdução prolongada feita pela jornalista Clare Boothe Luce à edição de 1942 de "The Valor of Ignorance". Essa introdução destacou a influência do livro sobre o general Douglas MacArthur, líder militar dos EUA nas Filipinas, elevando a reputação de Lea ao status de profeta e gênio militar esquecido. No entanto, essa mesma introdução, juntamente com um extenso artigo de duas partes na revista Life, escrito por Boothe, também contribuiu para manter uma aura de mistério e mito em torno de Lea. 
Assim como os monges medievais que copiavam livros literalmente, incluindo erros, Boothe baseou-se em diversos relatos, alguns precisos e outros não, provenientes de escritores e conhecidos de Lea, sem fazer distinção entre mito e realidade. Ela caiu no mesmo erro de muitos antes dela e de muitos que seguiram o mesmo caminho. Esse problema teve origem ainda durante a vida de Lea, quando ele era amplamente conhecido como um "homem misterioso" internacionalmente, em parte devido a relatos exagerados publicados, rumores e especulações sobre suas façanhas. Ele fez pouco para esclarecer essa situação, uma vez que essas narrativas contribuíam para sua progressão profissional, sem chamar atenção desnecessária para suas atividades ilegais e secretas.  
Além disso, documentos relacionados a ele foram intencionalmente destruídos após sua morte para proteger seus antigos associados de potenciais processos legais. Por exemplo, o General Chaffee, que conheceu Lea na China durante a Rebelião dos Boxers, apresentou Lea ao Capitão Ansel O'Banion e, em 1904, ambos estavam treinando soldados chineses que foram contrabandeados de volta para a China, para se juntarem ao exército local. Esses soldados chineses tiveram um papel fundamental na curta e quase sem derramamento de sangue Revolução de 10 de Outubro de 1911 ("10-10"). De fato, o Capitão O'Banion foi indiciado e preso nos Estados Unidos por treinar chineses para lutar. 
No que diz respeito à autenticidade dos documentos, muitos foram intencionalmente destruídos após sua morte para proteger seus antigos associados de possíveis ações legais. Por exemplo, o General Chaffee, que conheceu Lea na China durante a Rebelião dos Boxers, apresentou Lea ao Capitão Ansel O'Banion e, em 1904, ambos estavam treinando soldados chineses que foram contrabandeados de volta para a China, para se juntarem ao exército local. Esses soldados chineses tiveram um papel fundamental na curta e quase sem derramamento de sangue Revolução de 10 de Outubro de 1911 ("10-10"). De fato, o Capitão O'Banion foi indiciado e preso nos Estados Unidos por treinar chineses para lutar. 